# Attentat de Gao
L'attentat de Gao a eu lieu le 18 janvier 2017 dans un camp militaire de Gao, pendant la guerre du Mali. Revendiqué par Al-Mourabitoune, un groupe affilié à Al-Qaïda au Maghreb islamique (AQMI), l'attaque vise des groupes armés de la Coordination des mouvements de l'Azawad (CMA) et de la Plateforme des mouvements du 14 juin 2014 d'Alger, elle fait 54 à 77 morts.

## Contexte
Le nord du Mali tombe en 2012 aux mains des rebelles touaregs du MNLA, évincés ensuite par leurs anciens alliés djihadistes, notamment Al-Qaïda au Maghreb islamique. La région est reprise l'année suivante par une coalition de pays africains menée par la France qui lance l'opération Serval en janvier 2013. En août 2014, elle est remplacée par l'opération Barkhane dans tout le Sahel. Malgré tout, les djihadistes restent actifs dans le nord du Mali, profitant notamment des divisions entre groupés armés loyalistes et rebelles indépendantistes.
En 2015, les rebelles de la Coordination des mouvements de l'Azawad (CMA) signent l'accord d'Alger avec le gouvernement malien, son application prévoit notamment la mise en place de patrouilles mixtes entre les anciens belligérants. L'application de l'accord est cependant retardée par des combats à l'été 2015, puis à l'été 2016, entre les rebelles de la CMA et les groupes armés loyalistes de la Plateforme.

## Déroulement

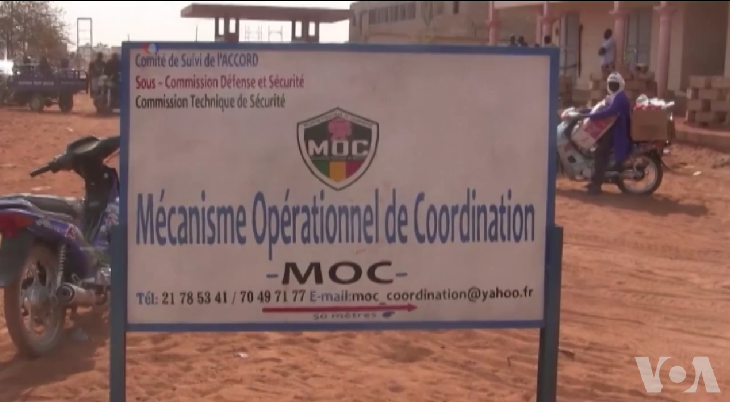
Un panneau du Mécanisme opérationnel de coordination à Gao, quelques heures après l'attaque.

Le matin du mercredi 18 janvier 2017, environ 600 combattants des groupes armés de la CMA, de la Plateforme et quelques militaires maliens se rassemblent dans le camp du Mécanisme opérationnel de coordination (MOC) à Gao, situé à proximité de l'aéroport, tenu par 1 500 soldats français,,. 
À 8 h 40, alors que les combattants des groupes armés effectuent une séance d'entraînement avant de commencer une patrouille mixte, un véhicule aux couleurs du MOC force la barrière à l'entrée du camp,. Il s'agit en réalité d'un véhicule piégé conduit par un kamikaze. Il explose près des membres de la patrouille, faisant des dizaines de victimes,,.
L'explosion provoque une panique générale à l'intérieur du camp. La zone est ensuite quadrillée par les casques bleus de la MINUSMA et l'armée malienne.

## Bilan humain

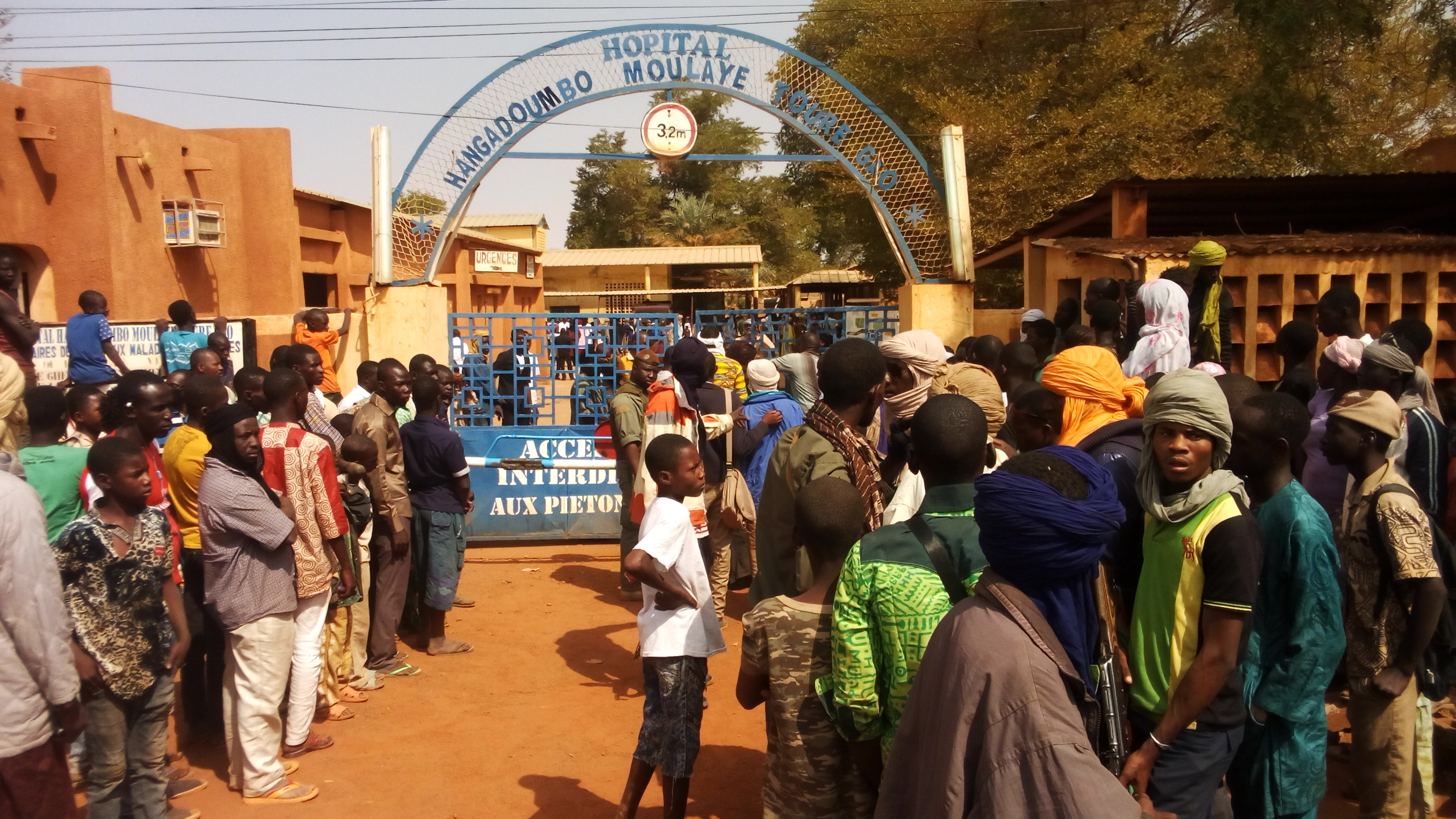
Rassemblement devant l'hôpital de Gao après l'attaque.

Le soir de l'attaque, le président malien Ibrahim Boubacar Keïta annonce un bilan d'au moins 60 morts et 115 blessés. Le lendemain, l'état-major de l'armée française annonce que le bilan est monté à 77 morts. L'attentat de Gao est alors le plus meurtrier jamais commis au Mali,. Le gouvernement malien décrète un deuil national de trois jours.
Le 23 février 2017, le général Amadou Kane, commandant adjoint MINUSMA, déclare que le bilan humain de l'attentat a été revu à la baisse, à 54 morts, après vérifications auprès des listes des combattants des groupes armés et de l'armée malienne. Le décompte erroné des victimes serait dû à la précipitation après l'explosion et à un certain nombre de corps déchiquetés. Cependant le même jour, l'AFP affirme avoir eu accès à un document du MOC qui fait état d'un bilan de 61 morts et 116 blessés.
En mars 2017, l'ONU maintient dans son rapport un bilan de 54 morts et 100 blessés parmi les 600 éléments des forces maliennes, de la CMA et de la Plateforme présents au moment de l'attaque.

## Revendication
L'attentat est revendiqué le jour même par la katiba Al-Mourabitoune, le groupe de Mokhtar Belmokhtar affilié depuis plus d'un an à Al-Qaïda au Maghreb islamique (AQMI),,. Dans son communiqué, publié par l'agence de presse mauritanienne Al-Akhbar, le groupe affirme que l'attaque a été menée par un Peul nommé Abdelhadi Al-Foulani ou Abdellah Hadi al-Ansari,,.
Dans son communiqué, Al-Mourabitoune déclare : « Nous n’autorisons pas l’installation de baraquements et de bases ni le regroupement de patrouilles et de convois appartenant aux occupants français, pour faire la guerre aux moudjahidin ». L'objectif est alors d'ébranler le processus de paix.

## Suites
La mise en place du MOC est retardée à cause de l'attentat, les premières patrouilles mixtes ont lieu à Gao le 23 février 2017,.

## Vidéographie
- [vidéo] Mali : 77 morts dans un attentat à Gao, Le Monde, 19 janvier 2017.
- [vidéo] MALI - Étrange revendication et rapport complexe entre Al Mourabitoune et AQMI, France 24, 19 janvier 2017.